# Copa Suat 2014
La Copa Suat (por motivos de patrocinio) es un torneo de verano de fútbol de carácter amistoso que se disputó en el Estadio Luis Franzini en Montevideo, Uruguay en el 2014. En su tercera edición, se disputó en su totalidad en el Estadio Luis Franzini de Montevideo, Uruguay, en los días 15 y 17 de enero.
En esta edición participaron los siguientes equipos:
- Defensor Sporting - Campeón del Torneo Clausura 2013
- Danubio - Campeón del Torneo Apertura 2013
- Emelec - Campeón de Ecuador 2013
- Vélez Sarsfield - Campeón de Argentina 2012/13

## Resultados
|  | Semifinales                  | Semifinales                  |   |                   | Final                      | Final |  |
|  |                              |                              |   |                   |                            |       |  |
|  |                              |                              |   |                   |                            |       |  |
|  | Miércoles 15 de enero, 20:00 |                              |   |                   |                            |       |  |
|  | Vélez Sarsfield              | 3 (5)                        |   |                   |                            |       |  |
|  | Emelec                       | 3 (6)                        |   |                   |                            |       |  |
|  |                              |                              |   |                   |                            |       |  |
|  |                              |                              |   |                   | Viernes 17 de enero, 22:00 |       |  |
|  |                              |                              |   |                   | Emelec                     | 0     |  |
|  |                              | Danubio                      | 2 |                   |                            |       |  |
|  |                              |                              |   |                   |                            |       |  |
|  |                              |                              |   |                   |                            |       |  |
|  |                              |                              |   |                   | Tercer puesto              |       |  |
|  | Miércoles 15 de enero, 22:00 | Miércoles 15 de enero, 22:00 |   | Viernes 17, 20:00 | Viernes 17, 20:00          |       |  |
|  | Defensor Sporting            | 0                            |   | Vélez Sarsfield   | 1                          |       |  |
|  | Danubio                      | 2                            |   |                   | Defensor Sporting          | 0     |  |

### Semifinales
| 15 de enero de 2014, 20:00, VTV+ | Vélez Sarsfield                                                    | 3:3 (1:2) (5:6 p.)         | Emelec                                                               | Estadio Luis Franzini, Montevideo |                            |
|                                  | Federico Haberkom 44' · Jorge Correa 46' · Héctor Canteros 53'     | Reporte                    | Miler Bolaños 6' · Cristian Nasuti 26' · Denis Stracqualursi 48'     | Árbitro(s): Martín Vázquez        | Árbitro(s): Martín Vázquez |
|                                  |                                                                    | Tiros desde el punto penal |                                                                      |                                   |                            |
|                                  | Aguerre · Zárate · Pérez Acuña · Insúa · Romero · Haberkom · Sabia |                            | Gaibor · Stracqualursi · Guagua · Nasuti · Bolaños · Bagüi · Caicedo |                                   |                            |

| 15 de enero de 2014, 22:15, VTV+ | Defensor | 0:2 (0:0) | Danubio                                 | Estadio Luis Franzini, Montevideo |                             |
|                                  |          | Reporte   | Camilo Mayada 55' · Bruno Fornaroli 68' | Árbitro(s): Leodán González       | Árbitro(s): Leodán González |

### Tercer puesto
| 17 de enero de 2014, 19:45, VTV + | Defensor | 0:1 (0:0) | Vélez Sarsfield  | Estadio Luis Franzini, Montevideo |                          |
|                                   |          | Reporte   | Ariel Cabral 63' | Árbitro(s): Andrés Cunha          | Árbitro(s): Andrés Cunha |

### Final
| POR        | Salvador Ichazo      |     |
| DEF        | Matías De Los Santos |     |
| DEF        | Carlos Canobbio      | 54' |
| DEF        | Fabricio Formiliano  |     |
| DEF        | Leandro Sosa         |     |
| MED        | Jorge Graví          | 59' |
| MED        | Hugo Soria           | 68' |
| MED        | Gonzalo González     |     |
| DEL        | Rodrigo Guarteche    |     |
| DEL        | Bruno Fornaroli      | 76' |
| DEL        | Diego Martiñones     | 72' |
| Entrenador | Leonardo Ramos       |     |

| POR        | Cristian Arana       |     |
| DEF        | Carlos Vera          | 84' |
| DEF        | Jorge Guagua         |     |
| DEF        | Christian Nasuti     | 46' |
| DEF        | Oscar Bagui          | 65' |
| MED        | Fernando Gaibor      |     |
| MED        | Osbaldo Lastra       |     |
| MED        | Angel Mena           |     |
| MED        | Marcos Mondaini      |     |
| DEL        | Marcos Caicedo       | 59' |
| DEL        | Luis Miguel Escalada | 46' |
| Entrenador | Gustavo Quinteros    |     |

| MED | Emiliano Velázquez | 54' |
| MED | Ignacio González   | 59' |
| MED | Gonzalo Porras     | 68' |
| DEL | Horacio Sequeira   | 72' |
| DEL | Marcelo Tabárez    | 76' |

| DEL | Denis Stracqualursi | 46' |
| DEF | José Luis Quiñónez  | 46' |
| DEL | Miller Bolaños      | 59' |
| MED | Fernando Giménez    | 65' |
| DEF | Diego Corozo        | 84' |

| Anotado | 10' | Diego Martiñones | 1-0 |
| Anotado | 81' | Marcelo Tabárez  | 2-0 |

| Amonestado | 31' | Jorge Graví |

| Amonestado | 38' | Oscar Bagui    |
| Amonestado | 47' | Osbaldo Lastra |
| Amonestado | 48' | Carlos Vera    |

| Árbitro:             | Fernando Falce |
| Árbitros asistentes: | Nicolás Tarán  |
| Árbitros asistentes: | Gino Cottini   |
| Reporte              |                |

| POR        | Salvador Ichazo      |     |
| DEF        | Matías De Los Santos |     |
| DEF        | Carlos Canobbio      | 54' |
| DEF        | Fabricio Formiliano  |     |
| DEF        | Leandro Sosa         |     |
| MED        | Jorge Graví          | 59' |
| MED        | Hugo Soria           | 68' |
| MED        | Gonzalo González     |     |
| DEL        | Rodrigo Guarteche    |     |
| DEL        | Bruno Fornaroli      | 76' |
| DEL        | Diego Martiñones     | 72' |
| Entrenador | Leonardo Ramos       |     |

| POR        | Cristian Arana       |     |
| DEF        | Carlos Vera          | 84' |
| DEF        | Jorge Guagua         |     |
| DEF        | Christian Nasuti     | 46' |
| DEF        | Oscar Bagui          | 65' |
| MED        | Fernando Gaibor      |     |
| MED        | Osbaldo Lastra       |     |
| MED        | Angel Mena           |     |
| MED        | Marcos Mondaini      |     |
| DEL        | Marcos Caicedo       | 59' |
| DEL        | Luis Miguel Escalada | 46' |
| Entrenador | Gustavo Quinteros    |     |

| MED | Emiliano Velázquez | 54' |
| MED | Ignacio González   | 59' |
| MED | Gonzalo Porras     | 68' |
| DEL | Horacio Sequeira   | 72' |
| DEL | Marcelo Tabárez    | 76' |

| DEL | Denis Stracqualursi | 46' |
| DEF | José Luis Quiñónez  | 46' |
| DEL | Miller Bolaños      | 59' |
| MED | Fernando Giménez    | 65' |
| DEF | Diego Corozo        | 84' |

| Anotado | 10' | Diego Martiñones | 1-0 |
| Anotado | 81' | Marcelo Tabárez  | 2-0 |

| Amonestado | 31' | Jorge Graví |

| Amonestado | 38' | Oscar Bagui    |
| Amonestado | 47' | Osbaldo Lastra |
| Amonestado | 48' | Carlos Vera    |

| Árbitro:             | Fernando Falce |
| Árbitros asistentes: | Nicolás Tarán  |
| Árbitros asistentes: | Gino Cottini   |
| Reporte              |                |

| Bandera de Uruguay |
| Campeón            |
| Danubio            |
| 1.er título        |